# Juho Pössi

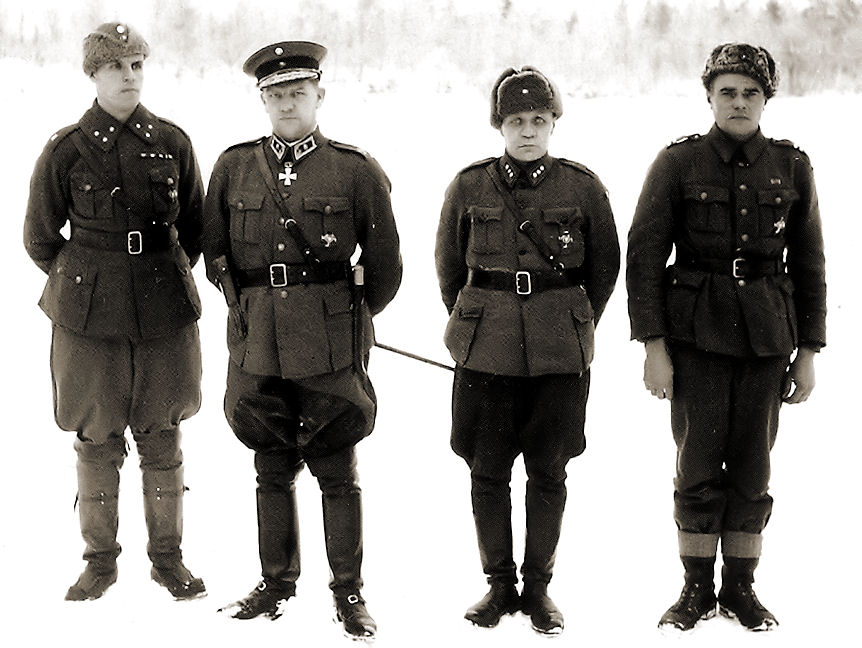
Mannerheimriddare: till vänster kapten Eero Kivelä,
generalmajor Aaro Pajari, kapten Juho Pössi, alikersantti Vilho Rättö.

Juho Pössi, född 15 januari 1898 i Salmis, död 14 december 1958, var en finsk militär med kaptens grad och Mannerheimriddare.
Pössi började sin militära karriär som frivillig på den vita sidan under finska inbördeskriget. Därefter tjänstgjorde han i den finska gränsjägarkåren i sin hemkommun Salmi vid Ladogas östra strand. När den finska armén mobiliserade inför det stundande vinterkriget hade Pössi nått graden av fältväbel och gavs befäl över ett kompani i den självständiga 10:e infanteribataljonen ErP.10.

## Vinterkriget
Pössi visade sig vara en utmärkt krigare och chef, enligt den finska boken "Kollaa kestää" av Erkki Palolampi skall han från samma eldställning i början av kriget skjutit 42 ryssar med 44 skott. Redan i december befordrades Pössi till löjtnant och hans kompani lösgjordes från ErP.10 och Sissikompani Pössi bildades för att föra sissistrid ("gerillastrid") bakom fiendens linjer. Kompaniet opererade i nordöstra Karelen på platser som Tolvajärvi och Ägläjärvi. Enligt Pössis meritlista från finska armén mottog han den 27 februari 1940 svenska konungens medalj i guld. Pössi sårades svårt på krigets sista dag den 13 mars 1940.

## Fortsättningskriget
Under mellankrigstiden blev Pössi kompanichef över 11:e kompaniet JR27. Efter att fortsättningskriget brutit ut sattes kompaniet in i strid för att bryta den s.k. bunkerlinjen som Sovjetunionen byggt ut under tiden mellan krigen. Pössi sände i väg två patruller för att förstöra en fientlig bunker som låg i det framryckande regementets väg, men båda kom tillbaka med oförrättat ärende, då de hävdade att motståndet varit för starkt och att uppdraget var ett "självmordsuppdrag". Pössi tog då själv en buntladdning och begav sig i väg för att förstöra bunkern, vilket han också lyckades med. För detta förlänades Juho Pössi den 29 augusti Mannerheimkorset och blev befordrad till kapten. Han var den sjunde personen att mottaga utmärkelsen.
Pössis kompani var senare också det första finska kompani som tog sig över floden Vuoksen på Karelska näset.
1942 befriades han från tjänst på grund av sjukdom, men återinträdde igen 1944 och var med vid striderna vid Ilomants sommaren 1944.

## Efter kriget
Kapten Pössi var en av de namngivna personer som fanns på Andrej Zjdanovs lista över de personer som skulle ställas in för rätta för krigsförbrytelser.